# Onkruidzaaiers in Fabeltjesland
Onkruidzaaiers in Fabeltjesland is een bioscoopfilm uit 1970 met in de hoofdrol de poppen uit de kindertelevisieserie De Fabeltjeskrant.

## Verhaal
Terwijl de dieren aan het picknicken zijn in het Buitenbos, wordt het Grote Dierenbos overspoeld door kwaadaardige torren die de boel willen plunderen en onkruid zaaien. Bor de Wolf, die was achtergebleven in het bos, snelt naar de anderen om ze te waarschuwen, maar Juffrouw Ooievaar maakt hem uit voor leugenaar. Bor probeert de zaak dan maar alleen op te lossen.

## Stemmen
| Acteur               | Personage |
| -------------------- | --- |
| Frans van Dusschoten | Meneer de Uil, Droes de Beer, Momfer de Mol, Willem Bever, Thijl Schavuit                                                  |
| Ger Smit             | Bor de Wolf, Ed Bever, Gerrit de Postduif, Lowieke de Vos, Meindert het Paard, Meneer de Raaf, Zoef de Haas, Sjefke Schelm |
| Elsje Scherjon       | Juffrouw Ooievaar, Jodokus de Marmot, Martha en Myra Hamster, Truus de Mier, Stoffel de Schildpad                          |
| Sylvia de Leur       | Oma Tor |
| Ronny Bierman        | Termita |
| Peter Piekos         | Septer |
| Jowan Krabbendam     | Torren |
| Meindert de Goede    | Torren |

## Productie
De decors voor de film werden ontworpen door Ruud van Dijk. De poppen waren van de hand van poppenmakers Joke Aletrino en Henriette Beukers-Lenselink en Henk Beukers, en ze werden gespeeld door Irma Fransen, Olga Reurslag, Jantien Windhouwer, Corrie Hamel, Martien Oltmans, Mildred Rison en Saskia Janse.

## Thijl en Sjefke
De leden van het torrenvolk zouden in eerste instantie enkel een rol spelen in Onkruidzaaiers in Fabeltjesland, maar naar aanleiding van het succes van de film werden twee torren, Thijl Schavuit en Sjefke Schelm, toegevoegd aan de cast van de televisieserie. Thijl en Sjefke haalden in de serie verscheidene gemene streken uit met de bewoners van het Grote Dierenbos.